# Петалотис, Йоргос
Йоргос Петалотис (греч. Γιώργος Πεταλωτής; 11 марта 1964, Комотини) — греческий политик, с 7 сентября 2010 к 17 июня 2011 года был спикером правительства Греции.

## Биография
Изучал право в Университете Аристотеля в Салоники, окончил аспирантуру юридического факультета Университета Демокрита в Фракии в области уголовного права и криминологии, а также правовой терминологии, языка и культуры в Гейдельбергском университете, Германия.
Президент Фонда Мосхідів-Кириакидис в Комотини и член правления компании по развитию и управлению имуществом Университета Демокрита во Фракии. Между 1993–2002 годами работал членом совета коллегии адвокатов Родопи. В 1998 году выбран номархом Родопи. Переизбирался на эту должность в 2002 и 2006 годах.
В период 1998–2002 и 2002–2006 лет занимал должность секретаря, а затем председателя Совета номархии Родопи. В 2002 избран президентом Ассоциации адвокатов Родопи и переизбран в 2005 году. С 2002 по 2005 году он был членом Координационного комитета президентов Палаты адвокатов страны.
В сентябре 2007 года впервые избран членом Греческого парламента партии ПАСОК. От 2010 года исполнял обязанности представителя правительства Греции.
Женат, имеет дочь.